# Spartaco (nome)
Spartaco  è un nome proprio di persona italiano maschile.

## Varianti
- Femminili: Spartaca[3][4]

### Varianti in altre lingue
- Albanese: Spartak[5]
- Armeno: Սպարտակ (Spartak)[5]
- Bulgaro: Спартак (Spartak)[5]
- Catalano: Espartac[6]
- Georgiano: სპარტაკ (Sp'art'ak)[5]
- Greco antico: Σπάρτακος (Spartakos)[3]
- Latino: Spartacus[1][3][5]
- Russo: Спартак (Spartak)[5]
- Spagnolo: Espartaco[6]
- Ucraino: Спартак (Spartak')[5]

## Origine e diffusione

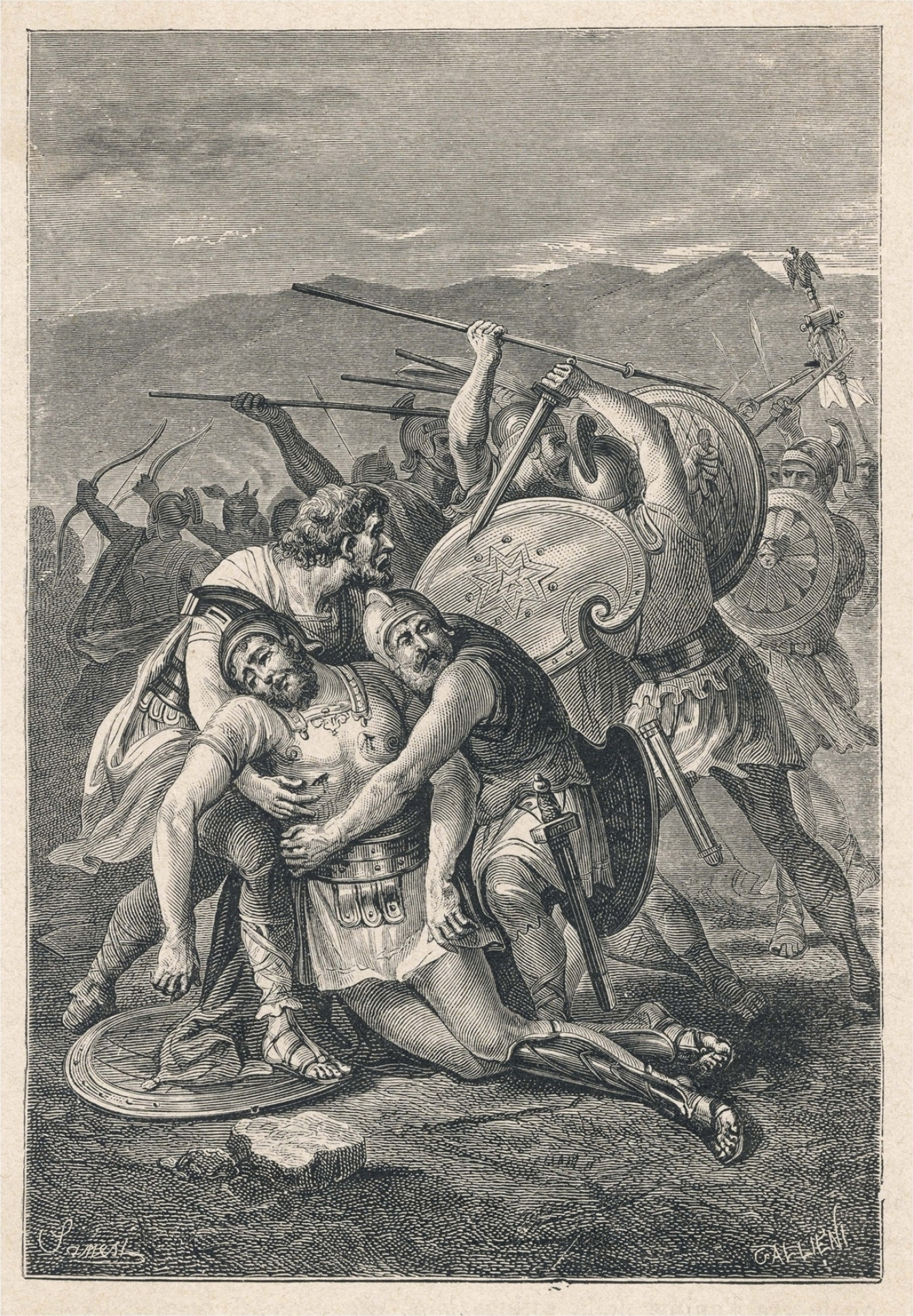
La morte di Spartaco in un'illustrazione di Nicola Sanesi

Continua il nome latino Spartacus, a sua volta dal greco Σπάρτακος (Spartakos); secondo alcune fonti, sarebbe tratto dal termine σπάρτον (spárton, "corda", "gomena", "fune di sparto"), col possibile significato di "cordaio", "fabbricante di corde". Altre fonti interpretano direttamente il latino spartacus come un etnonimo, col significato di "proveniente da Sparta".
Il nome è assai noto per essere stato portato da Spartaco, il gladiatore di origine tracia che diede il via ad un'insurrezione a Roma nel I secolo, alla cui storia s'ispirano diverse opere. La sua diffusione in Italia è dovuta proprio a questa figura: si tratta in primo luogo di una ripresa recente, di stampo rivoluzionario, libertario e socialista, di chi vedeva in Spartaco un simbolo della lotta all'oppressione; in secondo luogo, il suo uso è anche di matrice letteraria (si pensi allo Spartaco di Giovagnoli del 1874 e all'omonima tragedia di Nievo, esordita nel 1919) e cinematografica, specie dalla fine degli anni 1960 grazie al film di Stanley Kubrick Spartacus; è attestato per metà dei casi tra la Toscana e il Lazio, e per il resto sparso su tutto il territorio nazionale.

## Onomastico
È un nome adespota, in quanto non è portato da alcun santo; l'onomastico può essere festeggiato il 1º novembre, in occasione di Ognissanti.

## Persone
- Spartaco Albertarelli, autore di giochi e giornalista italiano
- Spartaco Bandinelli, pugile italiano
- Spartaco Carlini, pittore italiano
- Spartaco Fontanot, attivista e partigiano italiano
- Spartaco Ghini, imprenditore e dirigente sportivo italiano
- Spartaco Landini, calciatore e dirigente sportivo italiano
- Spartaco Lavagnini, sindacalista e politico italiano
- Spartaco Majani, arbitro di calcio italiano
- Spartaco Marchi, baritono italiano
- Spartaco Marziani, politico italiano
- Spartaco Sarno, scacchista italiano
- Spartaco Schergat, marinaio italiano

## Il nome nelle arti
- Spartaco è un personaggio della serie Pokémon.